# Castilleja porterae
Castilleja porterae är en snyltrotsväxtart som beskrevs av Cockerell. Castilleja porterae ingår i släktet målarborstar, och familjen snyltrotsväxter. Inga underarter finns listade i Catalogue of Life.